# Betty af Brantevik, Landsort
Betty af Brantevik var en skonert byggd av ek och furu 1867 i Ålborg, Danmark, för rederi Chr. Simoni i samma stad och hon fick först det maskulina namnet Odin. Fartygets data är 131 ton brutto och måtten 27,9 x 6,3 x 2,9 meter. Hon såldes 1888 men stannade kvar i Ålborg och kom inte till Sverige förrän 1891 då hon inköptes av kvarnägaren Nils Tufvesson i Brantevik. Jöns Persson utnämndes till befälhavare ombord men han ersattes tio år senare av Ola Olsson 1901. 
Själva förlisningen ägde rum den 14 oktober 1903. Betty af Brantevik var på väg från Södertälje, som hon lämnade den 12 oktober för att segla mot Ratan, men vid niotiden på kvällen stötte hon på ett undervattensgrund vid sidan om övervattensgrundet Lillberget väster om Landsort. De lyckades få båten av grundet och vid 22.30 ankom lotsen, men bogseringen lyckades inte och strax före midnatt sjönk hon. Idag står Betty af Brantevik relativt hel på lerbotten på 45 meters djup väster om Tiljanders knalt.